# Word of Mouth (álbum de The Wanted)
Word of Mouth es el tercer álbum de estudio de la boyband británica The Wanted. El álbum fue publicado a nivel mundial bajo el sello discográfico Island Records el 4 de noviembre de 2013. El álbum fue precedido por el lanzamiento de 5 sencillos: «Chasing the Sun», «I Found You», «Walks Like Rihanna», «We Own the Night» y «Show Me Love (America)», el último de los cuales fue publicado dos semanas antes que el álbum. Este fue el último álbum de estudio de The Wanted que presentó al cantante Tom Parker antes de su muerte por Glioblastoma en 2022, nueve años después de la publicación del álbum.
El álbum cuenta con la producción de una amplia gama de productores y fue grabado durante dos años, de 2011 a 2013. The Wanted realizó su primera gira mundial en promoción del álbum, la cual comenzó en febrero de 2014.donde ellos ganaron mucha fama, y la gente le gustaba mucho su primer álbum. Ellos tuvieron muchas visitas y entrevista hoy en día son los reyes de las tarimas dónde la gente los quieren.

## Historia y producción
The Wanted empezó a trabar en la grabación de nuevo material en noviembre de 2011, poco después del lanzamiento de su segundo álbum, Battleground. La banda confirmó que había trabajado con una serie de diferentes productores y colaboradores mientras escribía material, con el fin de hacer algo que le guste a ambos públicos (americano y británico). Se rumoreaba inicialmente que el material que estaban grabando sería para una nueva versión del álbum Battleground, que contendría un total de 7 canciones que no pudieron ser incluidas en el corte final del álbum, además de dos canciones nuevas, pero esta idea fue desmentida más tarde por los miembros de la banda Max George y Siva Kaneswaran. Fue revelado más tarde que la banda había grabado un dueto con una "megaestrella americana", se rumoreaba que era Rihanna y la canción "Jealousy" aparecería en su próximo álbum. Fue reportado más tarde de que la canción había sido mezclada y finalizada, había sido desechada completamente, y no iba a ser lanzada.
En marzo de 2012, The Wanted estrenaron la primera canción de las sesiones de grabación, un tema titulado «Chasing the Sun», escrita por el cantante y rapero Example. Más tarde ese mismo mes, estrenaron un nuevo tema titulado «Satellite», coescrita por el integrante de OneRepublic, Ryan Tedder. Ambos temas aparecieron en el primer álbum EP homónimo de la banda lanzado en Estados Unidos. Pronto se reveló que estaban, de hecho, en medio de la grabación de su tercer álbum de estudio. En octubre de 2012, poco después del estreno de su nuevo sencillo «I Found You», circularon rumores en internet que el álbum sería titulado Third Strike, y un tracklist y portada de álbum fueron "revelados". El tracklist contenía un número de canciones que no lograron llegar al corte final del álbum Battleground, varias canciones nuevas, además de colaboraciones con artistas como Chris Brown en el tema «Loverboy», Rita Ora en el tema «Mastermind» y LMFAO en el tema «The Club's on Fire», así como también apariciones de Dappy y Pitbull en la versión deluxe. La colaboración de Dappy en el tema «Bring It All Home», apareció en su álbum debut Bad Intentions y la colaboración de Pitbull en el tema «Have Some Fun» apareció en su séptimo álbum Global Warming. Sin embargo, en uno de los vídeos de la banda pertenecientes a "Wanted Wednesday", Nathan Sykes reveló que el título, la portada y el tracklist eran falsos. A pesar de los rumores, en el álbum no figura ninguna colaboración.
En febrero de 2013, se anunció que The Wanted podrían protagonizar su propio reality llamado The Wanted Life, el cual fue estrenado internacionalmente en junio de 2013. El show fue producido por Ryan Seacrest, así como también por la banda. En Estados Unidos, fue estrenado en E! el 2 de junio de 2013. La serie contó con clips de la grabación del álbum de la banda, incluyendo fragmentos de «We Own the Night» y «Show Me Love (America)», dos temas que habían sido lanzadas previamente.
El 22 de julio, después de varios retrasos, el título del álbum fue oficialmente anunciado como Word of Mouth y que finalmente sería publicado el 16 de septiembre de 2013, pero el 9 de septiembre de 2013, la banda anunció que, debido a la grabación adicional, el álbum fue otra vez pospuesto, para el 4 de noviembre de 2013 como fecha final. Para compensar, sin embargo, la portada del álbum y el tracklist fueron revelados ese día. Tom Parker explicó que la demora se debió a que la banda había agregado algunas canciones finales al álbum, "hemos tardado do años para hacer este álbum y ahora está finalizado, estamos realmente orgullosos por el tiempo y esfuerzo que no solo ponemos en ello, sino de todos los compositores y de la disquera también. Creemos que es nuestro álbum más fuerte hasta el momento. No podemos esperar para que nuestros fanes lo escuchen. Han sido realmente muy pacientes pero saben que vale la pena la espera!" La banda confirmó que su compañero de gira, el cantante canadiense Justin Bieber había escrito una canción para ellos, pero se negaron diciéndole que lo guardara para sí mismo.

## Promoción y lanzamiento
El 7 de mayo de 2012, The Wanted interpretó «Chasing the Sun» en la segunda gala de resultados en vivo de la sexta temporada del programa británico Britain's Got Talent. El 27 de octubre de 2013, interpretaron «Show Me Love (America)» en vivo en la tercera de la tercera gala de resultados en vivo de la décima temporada del programa británico The X Factor.
En Estados Unidos, la banda realizó un concierto completo en Good Morning America el 23 de agosto de 2013. Para promover el álbum, hicieron una serie de actuaciones en otros programas de televisión en 4 de noviembre, el día anterior al lanzamiento del álbum en Estados Unidos. Aparecieron en Live! with Kelly and Michael y  Watch What Happens: Live, antes de que otro espectáculo en la MLB Fan Cave la siguiente noche. En 2014, iniciaron su primera gira mundial, World of Mouth Tour, con shows en Reino Unido, Irlanda, Francia, Alemania, España, Estados Unidos y Canadá.

## Recepción
El álbum ha recibió críticas mixtas. Carl Smith de Sugarscape le dio 7.5/10 y dijo: "Word of Mouth probablemente podría haber sido pasado de territorio de "Buen álbum de boyband" a "Gran álbum de boyband" si fuese un poco más corto. Hay algunas canciones allí que vamos a regresar a *mucho*, pero un poco de relleno también. En definitiva, vale la pena la espera, y somos de los nunca rechaza una banda de chicos, para ser honestos". En su reseña para AllMusic, Matt Collar le dio al álbum 3.5/5 y escribió: "The Wanted siempre han parecido mucho más maduros que muchos de sus contemporáneos. Eso, combinado por el gran reconocimiento a nivel musical (especialmente para una boyband) que tocan un poco de balada apasionado de rock («"Love Sewn"»), algunos muy electrónicos al estilo Daft Punk («"Glow in the Dark"»), y más de un par himnos post-U2 («"Could This Be Love"»), a menudo parecen más acordes con bandas como Maroon 5 y OneRepublic que otros artistas pop adolescentes, hay suficiente diversión, cortes de dance club-ready en «Word of Mouth»—con canciones como «Walks Like Rihanna» y el falsete pesado de los 70's disco-house destacado en «I Found You»-para que muchos de los principales fanes más jóvenes de la banda puedan disfrutar. En última instancia, si el plan de The Wanted es utilizar como base el perfil más alto que han obtenido, entonces Word of Mouth es sin duda algo del otro mundo".
Brian Mansfield de USA Today fue más negativo y dijo: "La banda The Wanted una sensibilidad más continental que One Direction. Su tercer álbum de estudio es el primer lanzado en Estados Unidos, después de una serie de singles con rendimientos decrecientes. Así, mientras «Show Me Love (America)», no es una declaración de culpabilidad, que bien podría ser". Él le dio al álbum 2.5 estrellas de 5. Similarmente, Ian Gittins de Virgin Media le dio al álbum 2 estrellas y lo denominó "pop para pre-adolescentes, fácil de impresionar, y para aquellos que son demasiado crédulos para saber mejor. Pero admito que 'van muy bien'". En otra reseña de dos estrellas de cinco, Lewis Corner de Digital Spy escribió: "aparte de los sencillos, Word of Mouth tiene un poco más para ofrecer. «In The Middle» es un miedo tiempo aire agarrado inofensivo y 'Demonios' ofrece un tono ligeramente más difícil con su coro de guitarra con respaldo".

## Charts
El 8 de noviembre, el álbum debutó en la posición #10 en el Irish Singles Chart. Tres días después, se posicionó en el #9 en el UK Albums Chart. A diciembre de 2013, el álbum había vendo 40 000 copias en Reino Unido, lo que llevó a que The Wanted fuese dado de bajo de su sello discográfico Universal Music. El álbum debutó y alcanzó la posición #17 en Estados Unidos, con solo dos semanas en el Billboard 200 y vendiendo un total de 34 000 copias en sus primeros dos meses y medio.

## Sencillos
- "Chasing the Sun": En septiembre de 2011, fue anunciado que el cantante y rapero británico Example había escrito una canción para The Wanted.[26] En una entrevista con Daily Record, Example dijo: "Escribí una canción para ellos llamada «Chasing the Sun» y es genial. Ellos han ido al estudio ayer y Max aun críptica tuiteó que era una melodía....Pensé que algunas personas la querrían primero, incluyendo Enrique Iglesias y Kylie porque ambos me habían pedido que escribiera canciones para ellos. Pero tan pronto como mencionaron a The Wanted, pensé que era correcto".[27] «Chasing the Sun» fue lanzado en Reino Unido como el primer sencillo del álbum el 20 de mayo de 2012. Fue también como el tercer sencillo del álbum EP homónimo de la banda en Estados Unidos el 17 de abril, y fue incluido como uno de los temas centrales de la película animada de 2012 Ice Age: Continental Drift.[28] Alcanzó la posición #2 en el UK Singles Chart, dándole a la banda su sexto éxito en el Top 10 UK.

- "I Found You" fue publicado como el segundo sencillo del álbum el 4 de noviembre y alcanzó la posición #3 en el UK Singles Chart. En agosto de 2012, la banda filmó un vídeo musical en Los Ángeles, al parecer para su nuevo sencillo «I Found You».[29] Sin embargo, cuando el vídeo de "I Found You" fue publicado en octubre de 2012, un vídeo diferente fue revelado. The Wanted anunció que ellos habían regrabado el vídeo después de no haber quedado contentos con el resultado final del primero, sin embargo, el primer corte fue publicado como el "fan edition" del vídeo en enero de 2013.[30]

- "Walks Like Rihanna" fue publicado como el tercer sencillo el 24 de junio de 2013. En abril de 2013, la banda anunció el lanzamiento bajo el nombre de un amigo cercano, la cantante barbanse Rihanna. El sencillo debutó en el #4 en el UK Singles Chart.[31]

- "We Own the Night" fue publicado como el cuarto sencillo del álbum el 10 de agosto de 2013, siendo lanzado en la semana en la que la canción empezó a sonar en radio, y el vídeo musical fue estreno en VEVO. El sencillo alcanzó la posición #10 en el UK Singles Chart, convirtiéndose en el sencillo más bajo del álbum en los charts hasta la fecha. El vídeo, sin embargo, se convirtió en el vídeo más visto en los canales musicales de Reino Unido con dos semanas en los listas después de su lanzamiento.

- "Show Me Love (America)" fue publicado como el quinto sencillo del álbum el 25 de octubre de 2013, una semana antes del lanzamiento del álbum. El vídeo musical fue filmado en septiembre de 2013. La canción realizó su debut en radio el 10 de septiembre.[32] La banda interpretó la canción en The X Factor el 27 de octubre.

- "Glow In the Dark" fue publicado como el sexto sencillo del álbum el 28 de marzo de 2014, el último de los sencillos después de que la banda anunció una separación temporal.

## Lista de canciones
El álbum está disponible en tres ediciones diferentes: Estándar CD/Descarga digital (14 canciones), una versión deluxe CD/Descarga digital (19 canciones - El CD viene en un digipack de lujo, con copias firmas disponible en la tienda oficial de la banda), y una edición MP3 (19 canciones en forma de clip en una reproductor MP3 con el logo de The Wanted impreso en él, junto a un par de auriculares). «Chasing the Sun» no está incluida en la versión del álbum para Estados Unidos, siendo incluido en el álbum EP.
| Edición estándar |                          | |                                  |          |  |
| N.º              | Título                   | Escritor(es)                                                                                            | Productor(es)                    | Duración |  |
| 1.               | «We Own the Night»       | Nasri, Adam Messinger, Sir Nolan                                                                        | Nasri, Adam Messinger, Sir Nolan | 3:26     |  |
| 2.               | «In the Middle»          | Dan McDougall, Charles André, Henrik Michelsen, Edvard Førre Erfjord                                    | Electric                         | 3:13     |  |
| 3.               | «Running Out of Reasons» | Andrew Harr, Jess Jackson, Kelly Sheehan, Jermaine Jackson, Dewain Whitmore, Justin Hersh, Jason Blaine | The Runners, Jess Jackson        | 3:46     |  |
| 4.               | «I Found You»            | Steve Mac, Wayne Hector, Ina Wroldsen                                                                   | Steve Mac                        | 3:59     |  |
| 5.               | «Show Me Love (America)» | Sykes, Ciar Cleary, Tim Woodcock, Kasper Larsen, Ole Brodersen                                          | Fraser T Smith                   | 3:27     |  |
| 6.               | «Walks Like Rihanna»     | Dr. Luke, Cirkut, Andy Hill, Michelsen, Førre Erfjord                                                   | Dr. Luke, Cirkut, Electric{      | 3:22     |  |
| 7.               | «Summer Alive»           | Parker, Gary Clark, Ki Fitzgerald, Chris Young                                                          | Gary Clark, The Lonesharks       | 3:05     |  |
| 8.               | «Love Sewn»              | Parker, McManus, Woodcock, Steve Robson                                                                 | Steve Robson                     | 4:23     |  |
| 9.               | «Glow In the Dark»       | Jaiden Roston, Tim McEwan, Sonny J Mason Osuji                                                          | Deekay                           | 3:35     |  |
| 10.              | «Demons»                 | McGuiness, Kaneswaran, Woodcock, Robson, McManus                                                        | Steve Robson                     | 3:14     |  |
| 11.              | «Could This Be Love»     | George, Jack McManus, Josh Wilkinson                                                                    | Josh Wilkinson                   | 3:08     |  |
| 12.              | «Everybody Knows»        | Steve Mac, Claude Kelly                                                                                 | Steve Mac                        | 3:39     |  |
| 13.              | «Heartbreak Story»       | George, McGuiness, McManus, Cleary, James F. Reynolds, Ki Fitzgerald                                    | Ki Fitzgerald                    | 2:58     |  |
| 14.              | «Chasing the Sun»        | Alex Smith, Elliot Gleave                                                                               | Alex Smith                       | 3:15     |  |

| Edición de lujo (bonus track) |                               |                                                            |                              |          |  |
| N.º                           | Título                        | Escritor(es)                                               | Productor(es)                | Duración |  |
| 15.                           | «If We're Alright»            | Kaneswaran, Sonny J Mason, Jaiden Roston                   | Sonny J Mason                | 3:40     |  |
| 16.                           | «Only You»                    | McGuiness, Paddy Dalton, Benny Scarrs, Ben Harrison        | Benny Scarrs                 | 3:45     |  |
| 17.                           | «Drunk on Love»               | Parker, McManus, Sommerdahl                                | Harry Sommerdahl             | 3:23     |  |
| 18.                           | «Read My Mind»                | Kaneswaran, Dalton, Cleary, Duck Blackwell                 | Duck Blackwell               | 3:45     |  |
| 19.                           | «Satellite» (Remastered 2012) | Ryan Tedder, Noel Zancanella, Ciara Cleary, E. Kidd Bogart | Ryan Tedder, Noel Zancanella | 3:02     |  |

| Edición para Japón (bonus track) |                                                           |                                       |                                  |          |  |
| N.º                              | Título                                                    | Escritor(es)                          | Productor(es)                    | Duración |  |
| 20.                              | «Glad You Came»                                           | Steve Mac, Wayne Hector, Ed Drewett   | Steve Mac                        | 3:18     |  |
| 21.                              | «We Own the Night» (Scott Mills and John Dixon Radio Mix) | Nasri, Adam Messinger, Sir Nolan      | Nasri, Adam Messinger, Sir Nolan |          |  |
| 22.                              | «We Own the Night» (Bass Ninjas Remix)                    | Nasri, Adam Messinger, Sir Nolan      | Nasri, Adam Messinger, Sir Nolan |          |  |
| 23.                              | «I Found You» (TY Remix)                                  | Steve Mac, Wayne Hector, Ina Wroldsen | Steve Mac                        |          |  |

| Edición de Japón (bonus track - DVD) |                                                  |              |               |          |  |
| N.º                                  | Título                                           | Escritor(es) | Productor(es) | Duración |  |
| 1.                                   | «I Found You» (vídeo musial; original)           |              |               |          |  |
| 2.                                   | «I Found You» (vídeo musical; fan version)       |              |               |          |  |
| 3.                                   | «Walks Like Rihanna» (vídeo musical)             |              |               |          |  |
| 4.                                   | «We Own the Night» (vídeo musical)               |              |               |          |  |
| 5.                                   | «Entrevista con Japón»                           |              |               |          |  |
| 6.                                   | «Walks Like Rihanna» (En vivo desde Japón)       |              |               |          |  |
| 8.                                   | «Diario de la gira en Japón» (Detrás de cámaras) |              |               |          |  |

| Edición estándar para América |                          | |                                        |          |  |
| N.º                           | Título                   | Escritor(es)                                                                                            | Productor(es)                          | Duración |  |
| 1.                            | «We Own the Night»       | Nasri, Adam Messinger, Sir Nolan,                                                                       | Nasri, Adam Messinger, Sir Nolan       | 3:26     |  |
| 2.                            | «In the Middle»          | Dan McDougall, Charles André, Henrik Michelsen, Edvard Førre Erfjord                                    | Electric                               | 3:13     |  |
| 3.                            | «Running Out of Reasons» | Andrew Harr, Jess Jackson, Kelly Sheehan, Jermaine Jackson, Dewain Whitmore, Justin Hersh, Jason Blaine | The Runners                            | 3:46     |  |
| 4.                            | «I Found You»            | Steve Mac, Wayne Hector, Ina Wroldsen                                                                   | Steve Mac                              | 3:59     |  |
| 5.                            | «Show Me Love (America)» | Sykes, Tim Woodcock, Kasper Larsen, Mich Hansen, Ole Brodersen                                          | Fraser T Smith                         | 3:27     |  |
| 6.                            | «Walks like Rihanna»     | Dr. Luke, Cirkut, Andy Hill, Michelsen, Førre Erfjord                                                   | Dr. Luke, Cirkut, Electric             | 3:22     |  |
| 7.                            | «Summer Alive»           | Parker, Gary Clark, Ki Fitzgerald, Chris Young                                                          | Gary Clark, Chris Young, Ki Fitzgerald | 3:05     |  |
| 8.                            | «Glad You Came»          | Steve Mac, Wayne Hector, Ed Drewett                                                                     | Steve Mac                              | 3:18     |  |
| 9.                            | «Glow in the Dark»       | Jaiden Roston, Tim McEwan, Sonny J Mason Osuji                                                          | DEEKAY                                 | 3:35     |  |
| 10.                           | «Demons»                 | McGuiness, Kaneswaran, Woodcock, Robson, McManus                                                        | Steve Robson                           | 3:14     |  |
| 11.                           | «Could This Be Love»     | George, Jack McManus, Josh Wilkinson                                                                    | Harry Sommerdahl                       | 3:08     |  |
| 12.                           | «Everybody Knows»        | Steve Mac, Claude Kelly                                                                                 | Steve Mac                              | 3:39     |  |

| Edición de lujo para América (bonus track). |                    |                                                                      |                                 |          |  |
| N.º                                         | Título             | Escritor(es)                                                         | Producer(s)                     | Duración |  |
| 13.                                         | «Love Sewn»        | Parker, McManus, Woodcock, Steve Robson                              | Steve Robson                    | 4:23     |  |
| 14.                                         | «If We're Alright» | Kaneswaran, Sonny J Mason, Jaiden Roston                             | Sonny J Mason                   | 3:40     |  |
| 15.                                         | «Drunk on Love»    | Parker, McManus, Sommerdahl                                          | Harry Sommerdahl                | 3:23     |  |
| 16.                                         | «Heartbreak Story» | George, McGuiness, McManus, Cleary, James F. Reynolds, Ki Fitzgerald | James F. Reynolds, Jack McManus | 2:58     |  |

| Target exclusive deluxe edition bonus tracks |                |                                                     |                |          |  |
| N.º                                          | Título         | Escritor(es)                                        | Productor(es)  | Duración |  |
| 17.                                          | «Read My Mind» | Kaneswaran, Dalton, Cleary, Duck Blackwell          | Duck Blackwell | 3:45     |  |
| 18.                                          | «Only You»     | McGuiness, Paddy Dalton, Benny Scarrs, Ben Harrison | Benny Scarrs   | 3:45     |  |